# Psicose induzida por substância
A psicose induzida por substância (commumente conhecida como psicose tóxica) é uma forma de psicose que é atribuída ao uso de substâncias. É uma psicose que resulta dos efeitos de produtos químicos ou drogas, incluindo aqueles produzidos pelo próprio corpo. Várias substâncias psicoativas têm sido apontadas como causadoras ou agravantes de estados psicóticos em usuários.

## Sinais e sintomas
A psicose manifesta-se como desorientação, alucinações visuais e/ou alucinações táteis. É um estado em que a capacidade mental da pessoa de reconhecer a realidade, comunicar-se e relacionar-se com outras pessoas é prejudicada, interferindo na capacidade de lidar com as demandas da vida. Embora existam muitos tipos de psicose, a psicose induzida por substâncias pode ser identificada ainda especificada consoante a substância que cause os sintomas.

## Transição para esquizofrenia
Uma revisão sistemática e meta-análise de 2019 por Murrie et al descobriu que a proporção combinada de transição de psicose induzida por substância para esquizofrenia foi de 25% (IC de 95% 18% –35%), em comparação com 36% (IC de 95% 30% –43%) para episódios psicoses breves, atípicos e não especificados. O tipo de substância foi o principal preditor da transição da psicose induzida por drogas para a esquizofrenia, com as taxas mais altas associadas à cannabis (6 estudos, 34%, IC 25% –46%), alucinógenos (3 estudos, 26%, IC 14% - 43%) e anfetaminas (5 estudos, 22%, IC 14% –34%). Taxas mais baixas foram relatadas para psicoses induzidas por opióides (12%), álcool (10%) e sedativos (9%). As taxas de transição foram ligeiramente mais baixas nas coortes mais velhas, mas não foram afetadas pelo sexo, país do estudo, hospital ou local da comunidade, ambiente urbano ou rural, métodos de diagnóstico ou duração do acompanhamento.

## Substâncias
Estados psicóticos podem ocorrer após o uso de uma variedade de substâncias legais ou ilegais. Normalmente, esses estados são temporários e reversíveis, sendo a psicose induzida por fluoroquinolona uma exceção notável. As drogas cujo uso, abuso ou abstinência estão implicados na psicose incluem as seguintes:

### Classificação Internacional de Doenças
Transtornos psicóticos induzidos por substância psicoativa descritos nos códigos CID-10 F10.5-F19.5:
- F10.5 álcool:[4][5][6] álcool é uma causa comum de transtornos ou episódios psicóticos, que podem ocorrer por meio de intoxicação aguda, alcoolismo crónico, abstinência, exacerbação de distúrbios existentes ou reações idiossincráticas agudas.  A pesquisa mostrou que o abuso de álcool causa um risco 8 vezes maior de transtornos psicóticos em homens e um risco 3 vezes maior de transtornos psicóticos em mulheres.[7][8] Embora a grande maioria dos casos seja aguda e se resolva rapidamente com tratamento e/ou abstinência, eles podem ocasionalmente se tornar crónicos e persistentes.  A psicose alcoólica às vezes é diagnosticada erroneamente como outra doença mental, por exemplo a esquizofrenia.[9]
- F11.5 opióides : Estudos mostram opióides fortes, tais como fentanilo são mais propensos a causar psicose e alucinações[10]
- F12.5 canabinóide : Alguns estudos indicam que a cannabis pode desencadear sintomas de psicose completos.[11] Estudos recentes encontraram um aumento no risco de psicose em usuários de cannabis.[12]
- Sedativos/hipnóticos F13.5 ( barbitúricos;[13][14] benzodiazepínicos[15][16][17]): Também é importante para este tópico compreender os efeitos paradoxais de alguns medicamentos sedativos.[18] Podem ocorrer complicações graves em conjunto com o uso de sedativos, criando o efeito oposto ao pretendido. Malcolm Lader, do Instituto de Psiquiatria de Londres, estima a incidência dessas reações adversas em cerca de 5%, mesmo no uso de curto prazo das drogas.[19] As reações paradoxais podem consistir em depressão, com ou sem tendências suicidas, fobias, agressividade, comportamento violento e sintomas às vezes erroneamente diagnosticados como psicose.[20][21] No entanto, a psicose está mais commumente relacionada à síndrome de abstinência dos benzodiazepínicos.[22]
- Cocaína F14.5[23]
- F15.5 outros estimulantes: anfetaminas;[24]  metanfetamina;  metilfenidato.  Veja também psicose tóxica das anfetaminas.
- Alucinógenos F16.5 ( LSD e outros)
- Voláteis F18.5 solventes (inalantes voláteis);[25]
  - Tolueno,[26][27] encontrado em cola, tinta, diluente, etc. Veja também toxicidade de tolueno.
  - Butano[28]
  - Gasolina (gasolina)[29]

F17.5 é reservado para psicose induzida pelo tabaco, apesar deste tradicionalmente não causa esta patologia.
O código F15.5 também inclui psicose induzida por cafeína, apesar de não estar listado especificamente no DSM-IV. No entanto, há evidências de que a cafeína, em doses extremamente agudas ou quando abusada por longos períodos de tempo, possa induzir estados psicóticos.

### Medicamentos
- Medicamentos com fluoroquinolone: a utilização de fluoroquinolona tem sido associada a casos graves de psicoses tóxicas que têm sido relatados como sendo irreversíveis e permanentes. Ver efeitos adversos de fluoroquinolonas.[32][33][34][35][36][37][38][39] O derivado da quinolina, mefloquina (Lariam), também foi associado à indução de psicose.[40][41]
- alguns medicamentos de venda livre, incluindo:
  - Dextrometorfano (DXM) em altas doses.[42][43]
  - Certos anti-histamínicos em altas doses.[44][45][46][47]
  - Medicamentos para resfriado[48] (ou seja, contendo fenilpropanolamina ou PPA)
- medicamentos prescritos:
  - Prednisona e outros corticosteroides[49]
  - Isotretinoína[50]
  - Medicamentos anticolinérgicos
    - atropina[51][52]
    - escopolamina[53]

  - antidepressivos[54]
  - L-dopa[55]
  - antiepilépticos[56]
- antipsicóticos, em uma reação idiossincrática
- antimaláricos
  - mepacrina[57]

### Outras drogas ilícitas (América)
Outras drogas ilegais na América (não listadas acima), incluem:
- MDMA (ecstasy)[58]
- Fenciclidina (PCP)[59]
- Cetamina
- Produtos químicos sintéticos de pesquisa usados recreacionalmente, incluindo:
- JWH-018 e alguns outros canabinóides sintéticos, ou misturas que os contenham (por exemplo "Spice", "Kronic", "MNG" ou "Mr. Nice Guy", "Relaxinol", etc.).[60] Vários compostos "JWH-..." no "Spice" ou "Incense" também foram encontrados e podem causar psicose em algumas pessoas.[61][62][63]
- Mefedrona e drogas semelhantes às anfetaminas, vendidas como "sais de banho" ou "alimentos vegetais".[64]

### Plantas
Plantas:
- Woodrose bebê havaiana (contém ergina )
- Sementes de ipoméia (contém ergina )
- Erva daninha Jimson[65] (Datura, trombeta de anjo, maçã espinhosa)
- Belladonna ( beladona mortal)
- Salvia divinorum[66]

### Substâncias não medicinais
Substâncias não medicamentosas quanto à fonte:
- Monóxido de carbono (T58 †),[67] dióxido de carbono (T59.7 †),  dissulfeto de carbono (T65.4 †);
- metais pesados;
- inseticidas organofosforados (T60.0 †);
- sarin e outros gases nervosos;
- tetraetilead (T56.0 †);
- anilina (T65.3 †);
- acetona e outras cetonas (T52.4 †);
- anticongelante - uma mistura de etilenoglicol e outros glicóis (T51.8 †);
- arsénio e seus compostos (T57.0 †).